# 珠海國際馬拉松
珠海国际马拉松赛是由中國田徑協會、珠海市人民政府和珠海市文體旅遊局主辦的体育比赛，經國家體育總局批准，于2009年创办，首屆馬拉松賽于2月份舉行；自2010年起，在每年的12月份举行。赛事由中央电视台和珠海电视台直播。
2015年10月，珠海市文体旅游局宣布暂停于该年举办的半程马拉松，原因未明。此后毫无音讯。
2023年11月26日，珠海國際馬拉松復辦，除了復辦半程賽事外，另新增全程賽事和歡樂跑，其中全程42.195公里賽事賽道中，海岸线路段长达近40公里；本次赛事总规模10000人，其中马拉松项目4000人，半程马拉松项目3000人，欢乐跑项目3000人；其中，欢乐跑项目又分为三个组别，包含情侣组2000人，家庭组600人，个人组400人。賽事起點位於珠海市體育中心，終點分佈於情侶北路（半程賽事）、情侶南路（拱北街道仁恆濱海，全程賽事）和海天公園（歡樂跑）。
2024年7月4日，珠海市人民政府決定繼續舉辦珠海馬拉松，並於同年8月8日宣布於12月8日開跑。2024年11月25日，受駕車撞人事件影響，主辦方宣佈活動因故延期至2025年1月12日舉行，最終取消。